# Eura Editoriale
La Eura Editoriale è stata una casa editrice italiana di fumetti con sede in Roma, attiva dal 1974 al 2009. Le sue pubblicazioni vengono proseguite poi dalla Editoriale Aurea fondata nel 2010. Fra le sue principali e più note pubblicazioni ci sono Lanciostory e Skorpio.

## Storia

### Anni settanta
Venne fondata nel 1974 da Michele Mercurio, Filippo Ciolfi e Stelio Rizzo, per pubblicare il settimanale di fumetti Lanciostory che esordì nella primavera del 1975 e che venne affiancato due anni più tardi dal settimanale Skorpio; entrambe le testate, simili per formato e contenuti, innovano la concezione del fumetto in Italia, ancora un genere rigidamente ripartito in fumetto popolare e fumetto d'autore, pubblicando fin dall'inizio serie a fumetti di qualità opera soprattutto di autori sudamericani - per i quali non esisteva una separazione netta tra fumetto popolare e fumetto d'autore - in precedenza poco noti al pubblico italiano come gli sceneggiatori Héctor Oesterheld, Robin Wood, Carlos Trillo, Guillermo Saccomanno, e i disegnatori Enrique Breccia, Juan Zanotto, Domingo Mandrafina, Enrique Alcatena.

### Anni ottanta - 2000
Alle due testate storiche della casa nel 1988 si affiancano Euracomix, una collana di volumi cartonati, e tre serie di albi monografici editi dal 1993 al 1995 e dedicati a fumetti di particolare successo come Dago, Martin Hel  e Cybersix. Nel 1997 nasce la collana I giganti dell'avventura che ripropone in singolo volume una selezione di serie apparse su Skorpio e Lanciostory e, nel 2000, la Euramaster, dedicata alle opere di autori del fumetto francese e belga.
Eura Editoriale ha iniziato nel 2003 la pubblicazione della serie John Doe, che ha riscosso un discreto consenso di pubblico e critica a livello nazionale. Analoga operazione ha svolto nel 2005, con Detective Dante, nell'identico formato bonellide di John Doe. Nel 2008 viene lanciata una nuova serie italiana in formato bonellide: Unità Speciale, scritto da Cinzia Tani. Nel 2009 è la volta di Phantom, un antologico in formato comic book, che presenta storie dell'eponimo personaggio, attinte dalla vastissima produzione svedese della Egmont. Nello stesso anno la casa editrice cessa le pubblicazioni, che vengono riprese nel 2010 da Editoriale Aurea.

## Serie principali
Negli anni, Eura Editoriale ha pubblicato sulle sue testate oltre venticinquemila storie, fra cui:
- L'Eternauta
- Nippur
- Mojado
- Il cosacco
- Cybersix
- Qui la legione
- Loco Chavez
- Chiara di notte
- Barbara
- Gilgamesh
- Dago
- Martin Hel
- Savarese
- L'Incal nero

## Catalogo
- Lanciostory
- Skorpio
- Cybersix
- Dago
- Detective Dante
- John Doe
- Martin Hel
- Unità Speciale
- Amanda
- Phantom
- Euracomix (dal 1998 al 2009)[1]
- Euramaster (dal 2000 al 2009)[1]